# Julio Orozco
Julio Orozco Martín (nacido el 14 de mayo de 1948 en Yuncler, España) es un exfutbolista español. Jugaba de delantero y su primer club fue el Atlético de Madrid. 

## Carrera
Comenzó su carrera en 1968 jugando para el Atlético de Madrid, en el que estuvo hasta 1973. En ese año se pasó al CD Málaga, en donde jugó hasta el año 1980, cuando se retiró definitivamente del fútbol profesional.
Debutó con el primer equipo del Atlético de Madrid el día 21 de septiembre de 1969 en partido contra la U. D. Las Palmas. Una semana después (28/9/1969) se alineó por primera vez como titular en partido contra el Valencia C. F. y marcó su primer gol.
En su carrera en el equipo rojiblanco destaca especialmente que fue el autor del gol 2.000 del Atlético de Madrid en la historia de la Liga (estadio de Balaídos, 28/1/1971). En total disputó entre 1969 y 1973 57 partidos oficiales con el Atlético de Madrid, en los que anotó 19 goles.
Con el CD Málaga disputó 176 encuentros en los que marcó 49 goles.

## Clubes
| Club               | País   | Año       |
| ------------------ | ------ | --------- |
| Atlético de Madrid | España | 1968-1973 |
| CD Málaga          | España | 1973-1980 |